# Handschrift 206

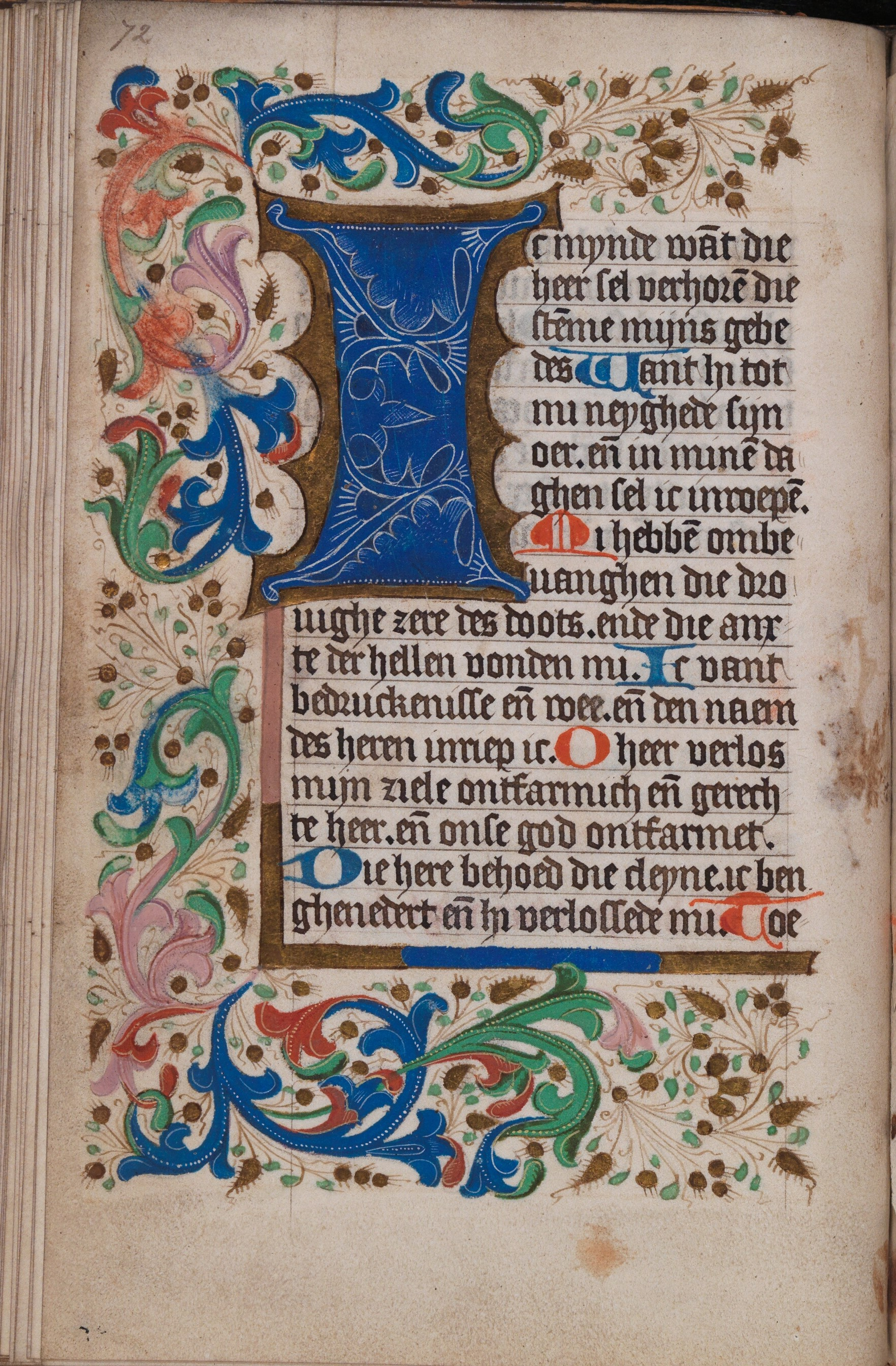
Fragment uit het handschrift 206 bij het deel van de vertaling van Geert Grote.

Handschrift 206 is een Middelnederlands manuscript dat geïnventariseerd wordt onder de titel Honderd articulen en andere devoties. Het handschrift wordt bewaard in de Universiteitsbibliotheek Gent.

## Het handschrift
Het handschrift werd vervaardigd in vijftiende eeuw in de Noordelijke Nederlanden. Het werd teruggevonden bij een zekere Maria Pelgromsdochter rond de zestiende en zeventiende eeuw. Het is onzeker wie het manuscript gekopieerd heeft. Het handschrift is bevestigd met een achttiende-eeuwse kalfslederen band en op het perkament zijn verschillende randversieringen terug te vinden. Het handschrift is rijkelijk versierd met allerlei kleuren en zelfs miniaturen. Dit wijst erop dat het manuscript hoogstwaarschijnlijk zeer kostelijk geweest zal zijn. Het manuscript is verder interessant omdat het verschillende teksten bundelt, waaronder enkele van bekende auteurs zoals Hendrik Suso en Geert Grote. Kort samengevat bevat het handschrift de volgende onderdelen:
- Hondert artickelen des liden Ihesu (Henricus Suso) (ff. 1r-28r)
- Een gebed dat men lezen zal wanneer men het Heilige Sacrament ontvangen heeft (ff. 29r. - 29v.)
- Dit gebed zal men lezen onder missen als onze God gegeven is (ff. 29v. - 30r.)
- Een goed gebed tot onze Lieve Heer (ff. 30r. - 31r.)
- Een goed gebed tot onze Lieve Vrouw (ff. 31r. - 32r.)
- Gebed van mijn eigen Heilige Engel (ff. 32v. - 34r.)
- Een gebed voor 's ochtends (ff. 34r. - 35r.)
- Een hymne voor wanneer men 's avonds gaat slapen (ff. 35r. - 36r.)
- Vigiliae mortuorum/Vighelie der overledenen (Vertaling van Geert Groote) (ff. 36r-58v).

## Hondert Articulen en Vigiliae mortuorum

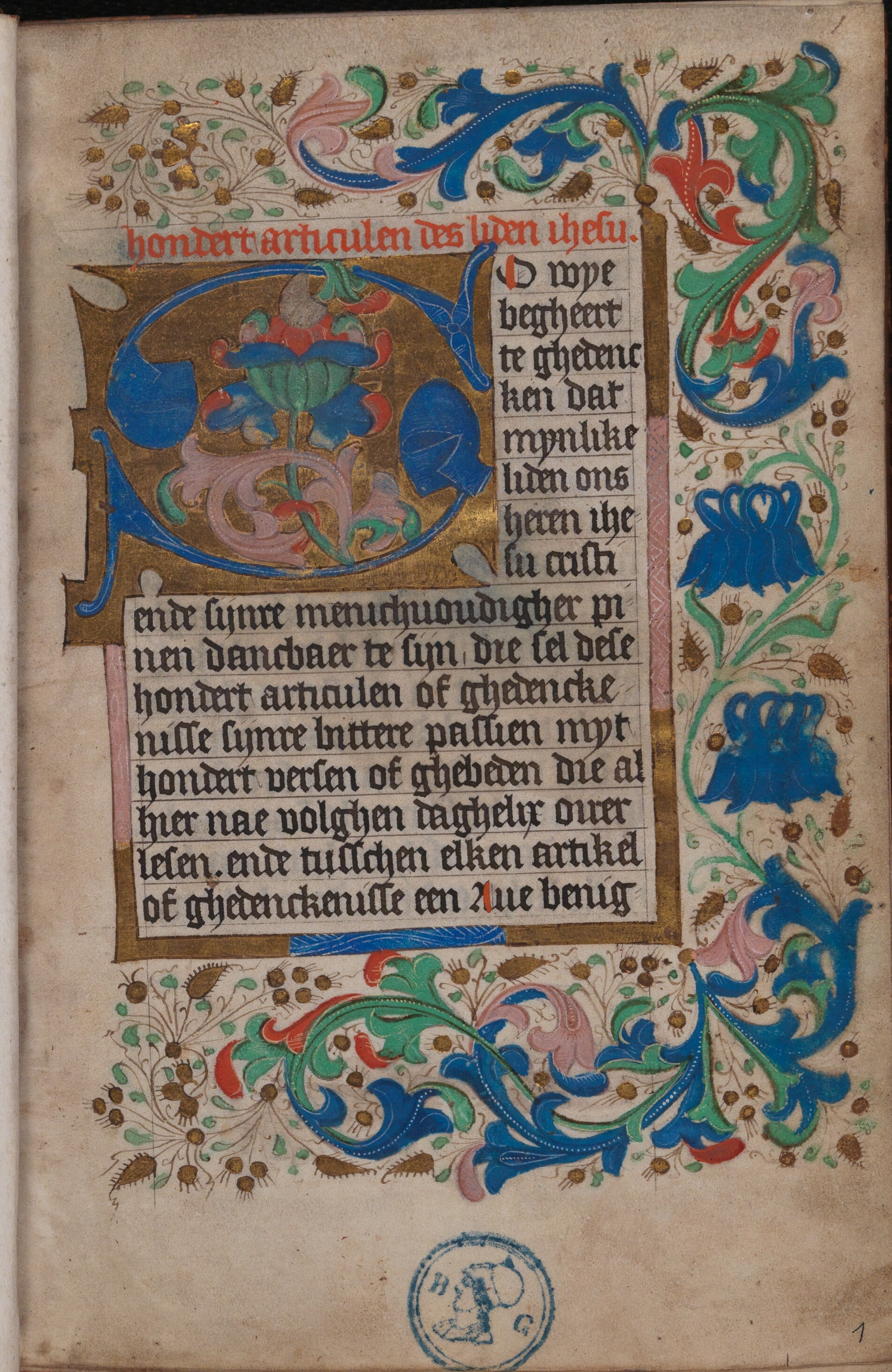
Fragment uit handschrift 206 bij het begin van het deel van Hendrik Suso.

De belangrijkste onderdelen van het manuscript zijn de eerste en de laatste. De eerste zijnde geschreven door Hendrik Suso, de laatste door Geert Grote.

#### Hendrik Suso: Hondert Articulen
Hendrik Suso (1295-1366), wiens naam ook wel wordt geschreven als Henricus Suso, was een Duitse mysticus. Hij wordt meestal in één adem genoemd met Meester Eckhart en Johannes Tauler, twee andere mystici uit zijn tijd. Suso's mystiek en leven kenmerken zich door een strenge ascese en zelfkastijding, intense godservaringen en visioenen.
Rond Pinksteren 1330 voltooide Seuse zijn tweede werk: het Büchlein der ewigen Weisheit, waarin hij veel meer gericht was op stichting van de lezer. Een belangrijk deel van dit boek wordt gevormd door de Hondert Articulen. Deze kwamen tot stand, nadat Seuse zich bij een crucifix had beklaagd over zijn gebrek aan betrokkenheid bij het lijden van Christus. Terwijl hij klaagde, raakte hij – aldus de Vita – in geestesvervoering en openbaarde God hem honderd oefeningen voor het overwegen van Christus’ lijden in het dagelijks leven. In zijn Hondert Articulen benadrukt Seuse dat het niet belangrijk is om de oefeningen letterlijk uit het hoofd te leren. Beter is het om van elke lijdensgedachte de betekenis te doorgronden en een toepassing te bedenken voor in het eigen leven. Seuse bracht dit ook zelf in de praktijk. Dagelijks mediteerde hij en maakte dan in gedachten een pelgrimage in de vorm van een denkbeeldige wandeling door het klooster. Hij ging van ruimte naar ruimte om op vaste plekken specifieke gebeurtenissen uit het lijden van Christus te overwegen.

#### Geert Grote: Vigiliae Mortuorum
Over dit werk is helaas weinig bekend. Het enige wat we weten is dat Geert Grote ooit een Middelnederlandse vertaling maakte van dit Latijns origineel. De Middelnederlandse versie droeg dan de naam Vighelie der overledenen. Geert Grote is echter bekend voor al zijn vertalingen naar het Middelnederlands. Geert Grote schreef in het Latijn als hij de clerus wilde bereiken en in het Middelnederduits/Middelnederlands voor anderen. Voor de clerus schreef hij onder meer een boek over het huwelijk, voor het gewone volk maakte hij Bijbelvertalingen van onder meer de psalmen. Verder zijn met name preken en gebeden overgeleverd. Ook zijn er enkele pastorale brieven bekend. Een aantal van de gebeden kreeg zo'n weerklank dat ze in vrijwel alle getijdenboeken in de volkstaal werden opgenomen. Door Grote werd het lezen van de bijbel in de volkstaal door leken ook gestimuleerd. Zes jaar na zijn overlijden werd in het klooster in Windesheim de Noord-Nederlandse vertaling van het Nieuwe Testament gemaakt. Er zijn ongeveer 160 handschriften van deze vertaling bewaard gebleven. Samen met de in totaal 46 gedrukte versies maakte dit deze vertaling tot de meest succesvolle in de late middeleeuwen in Nederland. De Vigiliae Mortuorum pas dus perfect in dit rijtje.